# Astudillo-Gletscher
Der Astudillo-Gletscher (spanisch Ventisquero Astudillo) ist ein kleiner Gletscher an der Danco-Küste im Westen des antarktischen Grahamlands. Er fließt zwischen der Leith Cove und der Skontorp Cove zum Paradise Harbor.
Der Gletscher wurde bei der 5. Chilenischen Antarktisexpedition (1950–1951) vermessen. Vermutlicher Namensgeber ist ein Mitglied dieser Forschungsreise.